# Gaston Bénac
Gaston Bénac, né le 25 février 1881 à Castelsarrasin (Tarn-et-Garonne) et mort le 20 février 1968 à Paris, est un journaliste sportif français.

## Biographie
Il fit d'abord des études de droit, selon les souhaits familiaux, mais c'est vers le journalisme sportif qu'il bifurquait. D'abord à La Petite Gironde bordelaise, il fit ce que font nombre de provinciaux : il vint à Paris. Sa plume exerça à l'Auto, où il était correspondant rugbylistique, puis donna des articles dans Sporting, l'Illustration, l'Intransigeant, et Paris-Midi. Il prenait ensuite la direction des services sportifs de Paris-Soir, dont il accompagna l'ascension vertigineuse du tirage dans les années 1930. Il y contribuait en créant l'événement. C'est lui et son collègue Albert Baker d'Isy qui créèrent en 1932 l'épreuve cycliste le grand prix des Nations.
La guerre le faisait se replier à Toulouse, la libération le faisait remonter sur Paris, où il dirigea les directions sportives de Résistance, Paris-Presse, puis France-Soir. Associé au reportage cycliste du Tour de France, son nom l'est aussi à celui de Marcel Cerdan, dont il commenta le championnat du Monde contre l'américain Tony Zale, en 1948.
Il est considéré comme un des créateurs du grand reportage sportif, guidé par la passion du voyage, autant que par celle des champions. Parmi ces derniers, c'étaient les joueurs de rugby, les boxeurs et les cyclistes qui attiraient le plus son attention.
Une place de Castelsarrasin porte son nom.
La Compagnie des écrivains du Tarn-et-Garonne remet depuis 1993 le prix Gaston Bénac.